# إليانور كوين
إليانور كوين (بالإنجليزية: Eleanor Coen)‏ هي رسامة أمريكية، ولدت في 16 أكتوبر 1916، وتوفيت في 9 يوليو 2010 بسبب قصور القلب.

## وصلات خارجية
- الموقع الرسمي